# 藤田傊治郎

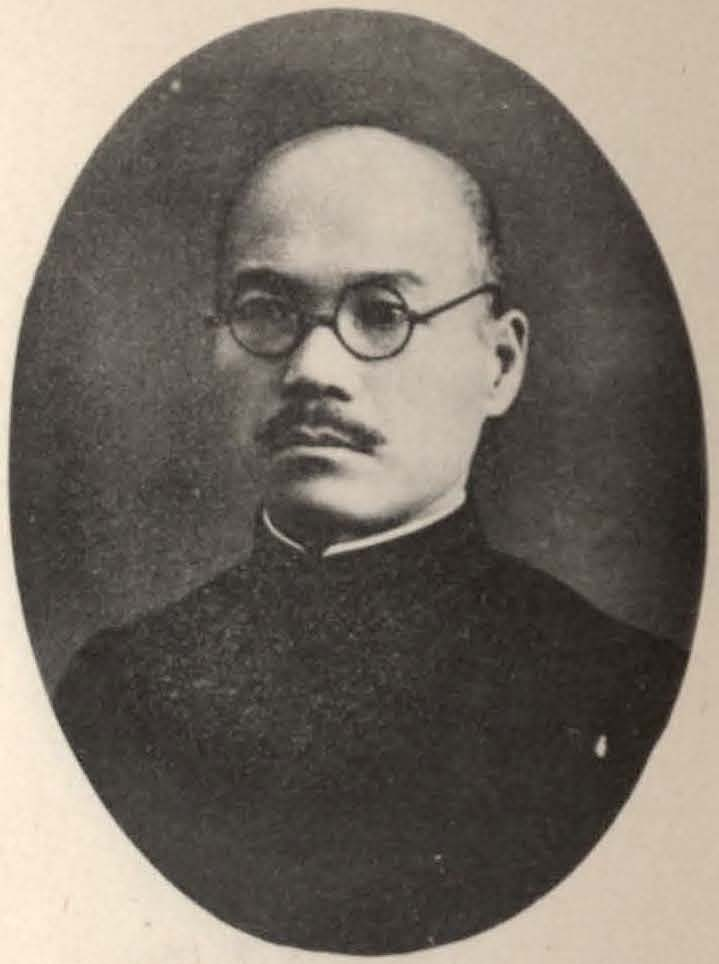
藤田 傊治郎

藤田傊治郎（1883年3月13日—？），東京帝國大學英法科畢業，日本昭和初期之日本政府官員，本籍日本岡山縣。他在1936年2月26日任台南州知事，同年10月16日接替今川淵擔任台北州知事，管轄今臺北市、新北市、宜蘭縣及基隆市等地的行政事務。